# Forges-les-Eaux
Forges-les-Eaux é uma comuna francesa na região administrativa da Normandia, no departamento do Sena Marítimo. Estende-se por uma área de 15.33 km². Em 2010 a comuna tinha 4 011 habitantes (densidade: 261,6 hab./km²).
Em 1 de janeiro de 2016, a antiga comuna de Le Fossé foi incorporada.